# Stephen Baldwin
Stephen Andrew Baldwin (New York, 1966. május 12. –) amerikai színész, rendező és producer, a Baldwin-család tagja.

## Fiatalkora és családja
Testvéreivel együtt ír, angol és francia származású. Ő a legfiatalabb a Baldwin testvérek között. Testvérei is befutott színészek (Alec, William és Daniel). Két lánytestvére is van, Elizabeth Keuchler és Jane Sasso.

## Pályafutása
Szerepelt a Született július 4-én (1989), a Jessie Lee bosszúja (1993), az Édeshármas (1994), a Közönséges bűnözők (1995), a Kő kövön (1996) és A Flintstone család 2. – Viva Rock Vegas (2000) című filmekben. 
Feltűnt a The Young Riders (1989–1992) című sorozatban is, továbbá önmagát alakította a Celebrity Big Brother és a The Celebrity Apprentice valóságshow-kban. 
2004-ben debütált rendezőként a Livin' It című, keresztény hangvételű, gördeszkás témájú filmjével.

## Magánélete
Feleségét, Kennya-t a metrón utazva ismerte meg. Két lányuk született, Alaia és Hailey Rhode. 
Stephen vallásos ember, botránymentes életmódot folytat.

## Filmográfia

### Film
| Év   | Magyar cím                               | Eredeti cím                                  | Szerep                       | Magyar hang      |
| ---- | ---------------------------------------- | -------------------------------------------- | ---------------------------- | ---------------- |
| 1988 | A hallgatag bunyós                       | Homeboy                                      | részeg férfi                 |                  |
| 1988 | Háborús fenevad                          | The Beast                                    | Anthony Golikov              | Minárovits Péter |
| 1989 | Az utolsó kijárat Brooklyn felé          | Last Exit to Brooklyn                        | Sal                          |                  |
| 1989 | A háború áldozatai                       | Casualties of War                            | katona                       |                  |
| 1989 | Született július 4-én                    | Born on the Fourth of July                   | Billy Vorsovich              | Kerekes József   |
| 1992 | Túl a hídon                              | Crossing the Bridge                          | Danny Morgan                 | László Zsolt     |
| 1993 | Jessie Lee bosszúja                      | Posse                                        | Jimmy J. "Little J." Teeters | Kautzky Armand   |
| 1993 | Halálos összeesküvés                     | Bitter Harvest                               | Travis                       | Lippai László    |
| 1994 | Édeshármas                               | Threesome                                    | Stuart                       | Bor Zoltán       |
| 1994 | 8 másodperc                              | 8 Seconds                                    | Tuff Hedeman                 |                  |
| 1994 | A sors kegyeltje                         | A Simple Twist of Fate                       | Danny Newland                | Damu Roland      |
| 1994 | Mrs. Parker és az ördögi kör             | Mrs. Parker and the Vicious Circle           | Roger Spalding               |                  |
| 1995 | Bűnbeesés ideje                          | Fall Time                                    | Leon                         |                  |
| 1995 | Közönséges bűnözők                       | The Usual Suspects                           | Michael McManus              | Selmeczi Roland  |
| 1995 | Hawaii álom                              | Under the Hula Moon                          | Buzzard Wall                 |                  |
| 1996 | Kő kövön                                 | Bio-Dome                                     | Doyle Johnson                | Széles László    |
| 1996 | Ámokfutam                                | Fled                                         | Dodge                        | Stohl András     |
| 1996 | Ámokfutam                                | Fled                                         | Dodge                        | Kaszás Gergő     |
| 1996 |                                          | Crimetime                                    | Bobby Mahon                  |                  |
| 1997 | Merülés                                  | Sub Down                                     | Rick Postley                 |                  |
| 1998 | Félbetépve                               | Half Baked                                   | füves                        |                  |
| 1998 | A sebhelyes város                        | Scar City                                    | John Trace                   | Dózsa Zoltán     |
| 1998 | Egy kemény zsaru                         | One Tough Cop                                | Bo Dietl                     |                  |
| 1999 |                                          | Friends & Lovers                             | Jon                          |                  |
| 1999 | Szexi szörnyeteg                         | The Sex Monster                              | Murphy                       | Forgács Péter    |
| 2000 | Van kegyelem?                            | Mercy                                        | szerelő                      | Földi Tamás      |
| 2000 | A Flintstone család 2. – Viva Rock Vegas | The Flintstones in Viva Rock Vegas           | Kavicsi Béni                 | Stohl András     |
| 2000 | A csendestárs nem dumál                  | Table One                                    | Jimmy                        |                  |
| 2001 | Testcsere                                | XChange                                      | klón                         | Selmeczi Roland  |
| 2001 | A védelem bére                           | Protection                                   | Sal                          |                  |
| 2001 | Álmatlanul                               | Dead Awake                                   | Desmond Caine                | Görög László     |
| 2002 | A vágy csapdájában                       | Spider Web                                   | Clay Harding                 |                  |
| 2002 | Jégtörők 2.                              | Slap Shot 2: Breaking the Ice                | Sean Linden                  |                  |
| 2002 | A zöld mail                              | Greenmail                                    | Scott Anderson               |                  |
| 2003 | Vészjelek                                | Silent Warnings                              | Joe Vossimer kuzin           | Holl Nándor      |
| 2003 | Kincskeresők kíméljenek!                 | Lost Treasure                                | Bryan McBride                | Széles László    |
| 2003 | Gyilkos menedék                          | Shelter Island                               | Lenny                        | Fekete Ernő      |
| 2004 | Célkereszt                               | Target                                       | Charlie Snow                 | Viczián Ottó     |
| 2004 | A célpont bemérve                        | Six: The Mark Unleashed                      | Luke                         |                  |
| 2005 | Hosszú, fájdalmas csók                   | Bound by Lies                                | Max Garrett                  |                  |
| 2006 | Zsenik klubja                            | The Genius Club                              | Rory Johnson                 |                  |
| 2007 |                                          | Midnight Clear                               | Lefty                        |                  |
| 2007 | Télbratyó                                | Fred Claus                                   | önmaga                       |                  |
| 2008 | Sky Kids – Az ég lovagjai                | The Flyboys                                  | Silvio Esposito              |                  |
| 2008 |                                          | Shark in Venice                              | David Franks                 |                  |
| 2010 |                                          | Let the Game Begin                           | Max Rockinsky                |                  |
| 2012 | Dínó kaland                              | Dino Time                                    | Surly (hangja)               | Viczián Ottó     |
| 2013 |                                          | I'm in Love with a Church Girl               | Jason McDaniels              |                  |
| 2014 |                                          | 2047: The Final War                          | Ryan Willburn                |                  |
| 2015 |                                          | God's Club                                   | Michael Evans                |                  |
| 2015 |                                          | Faith of Our Fathers                         | Mansfield                    |                  |
| 2016 |                                          | Magi                                         | Burga                        |                  |
| 2016 |                                          | The Apostle Peter: Redemption                | Nero római császár           |                  |
| 2019 |                                          | The Least of These: The Graham Staines Story | Graham Staines               |                  |

### Televízió
| Év        | Magyar cím                       | Eredeti cím                            | Szerep                   | Megjegyzések                             |
| --------- | -------------------------------- | -------------------------------------- | ------------------------ | ---------------------------------------- |
| 1987      |                                  | American Playhouse                     | Gutter Pup               | 1 epizód                                 |
| 1988      | Családi kötelékek                | Family Ties                            | Bobby                    | 1 epizód                                 |
| 1989–1992 |                                  | The Young Riders                       | William F. Cody          | 67 epizód                                |
| 1989      |                                  | China Beach                            | Chuck Berry              | 1 epizód                                 |
| 1990      | A nagy amerikai szexbotrány      | Jury Duty                              | Carlucci                 | - tévéfilm - magyar hangja: - Bor Zoltán |
| 1995      |                                  | Legend                                 | Jimmy Siringo            | 1 epizód                                 |
| 1995      | Halálos hétvége                  | Dead Weekend                           | Weed ügynök              | tévéfilm                                 |
| 1998      | Mr. Murder – A tökéletes gyilkos | Mr. Murder                             | Marty Stillwater / Alfie | minisorozat                              |
| 1999      | Velejéig gonosz                  | Absence of the Good                    | Caleb Barnes             | tévéfilm                                 |
| 2000      | Kötelék nélkül                   | Cutaway                                | Victor Cooper ügynök     | tévéfilm                                 |
| 2000      | Batman of the Future             | Batman Beyond                          | Charlie Bigelow (hangja) | 1 epizód                                 |
| 2001      |                                  | Night Visions                          | Barry                    | 1 epizód                                 |
| 2001      |                                  | Zebra Lounge                           | Jack Bauer               | tévéfilm                                 |
| 2003      |                                  | Scare Tactics                          | önmaga / házigazda       | 8 epizód                                 |
| 2005      | CSI: A helyszínelők              | CSI: Crime Scene Investigation         | Jesse Acheson            | 1 epizód                                 |
| 2005      |                                  | The Snake King                         | Matt Ford                | tévéfilm                                 |
| 2006      | Jesse Stone: Éjszakai utazás     | Jesse Stone: Night Passage             | Joe Genest               | tévéfilm                                 |
| 2006      | Sötét vihar                      | Dark Storm                             | Daniel Gray              | tévéfilm                                 |
| 2006      | Földindulás                      | Earthstorm                             | John Redding             | tévéfilm                                 |
| 2007      |                                  | The Harpy                              | Jason                    | tévéfilm                                 |
| 2009      |                                  | The Celebrity Apprentice               | önmaga / versenyző       | 1. évad (15 epizód)                      |
| 2009      |                                  | I'm a Celebrity... Get Me Out of Here! | önmaga / versenyző       | 2. évad (13 epizód)                      |
| 2010      |                                  | 8 Out of 10 Cats                       | önmaga                   | 1 epizód                                 |
| 2010      |                                  | Celebrity Big Brother                  | önmaga / versenyző       | 7. évad (27 epizód)                      |
| 2013      |                                  | All-Star Celebrity Apprentice          | önmaga / versenyző       | 6. évad (8 epizód)                       |

## Fordítás
- Ez a szócikk részben vagy egészben  a   Stephen Baldwin című angol Wikipédia-szócikk fordításán alapul.  Az eredeti cikk szerkesztőit annak laptörténete sorolja fel. Ez a jelzés csupán a megfogalmazás eredetét és a szerzői jogokat jelzi, nem szolgál a cikkben szereplő információk forrásmegjelöléseként.